# Lisa Vanderpump

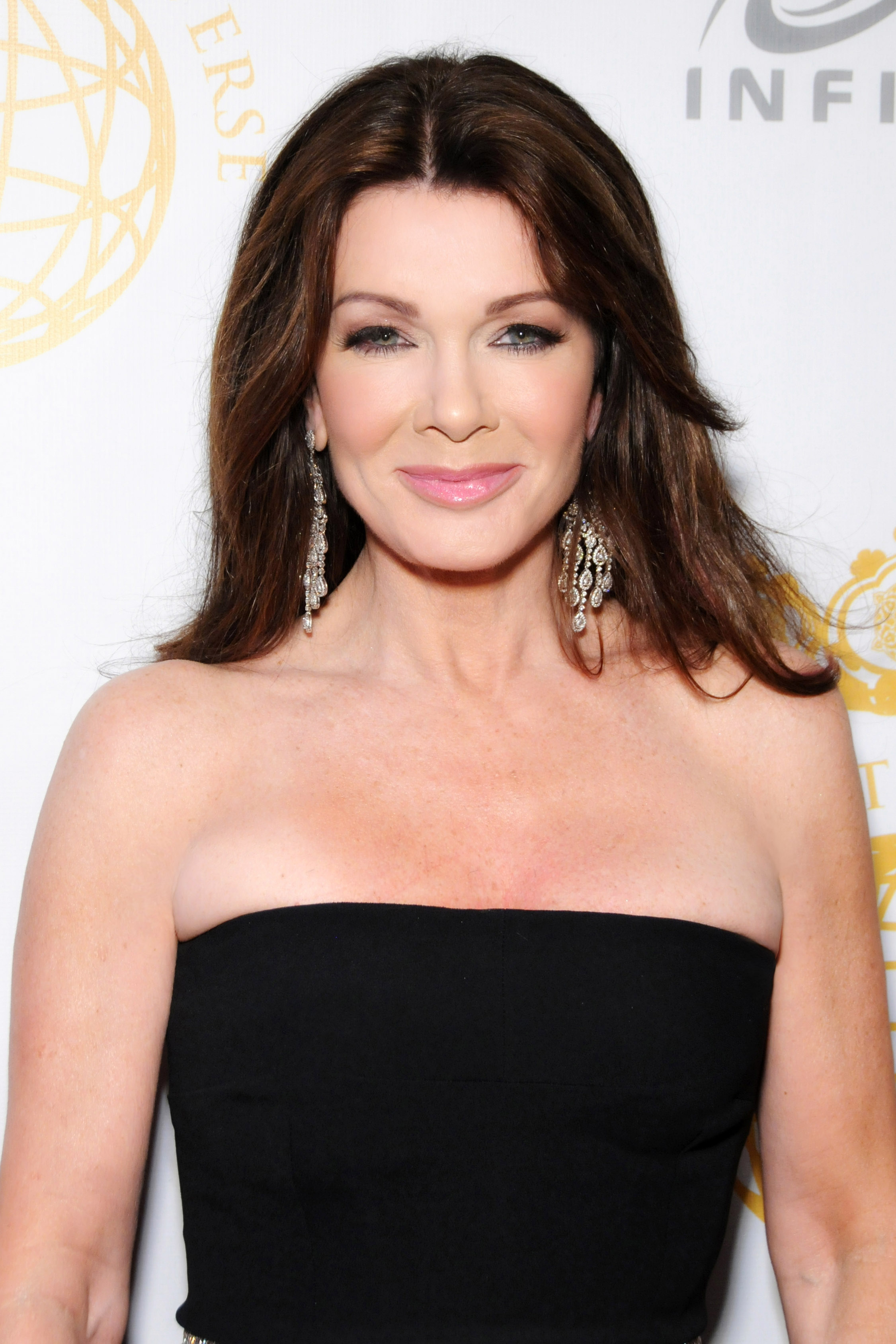
Lisa Vanderpump (2014).

Lisa Jane Vanderpump, född 15 september 1960 i London, är en brittisk restaurangägare, filantrop, författare, skådespelerska och TV-personlighet. Hon är kanske mest känd för sin medverkan i TV-serierna The Real Housewives of Beverly Hills, Vanderpump Rules och som kändisdansare i Dancing with the Stars under dess sextonde säsong. Vanderpump och hennes make Ken Todd har ägt 26 olika restauranger, barer och klubbar i London och Los Angeles, bland annat The Shadow Lounge, Bar Soho, SUR och Villa Blanca. Hon gjorde skådespelardebut i filmen A Touch of Class året 1973, och var också med i kultskräckfilmen Killer's Moon år 1978. Hon har även skådespelat i TV-serier som Baywatch Night och Silk Stalkings. 
Vanderpump deltog i 80-talsmusikvideorna "Poison Arrow" med bandet ABC och "(What) In The Name of Love" med duon Naked Eyes. Hon var också med i Lady Gagas musikvideo till låten "G.U.Y" i mars 2014.